# 글라트 계곡

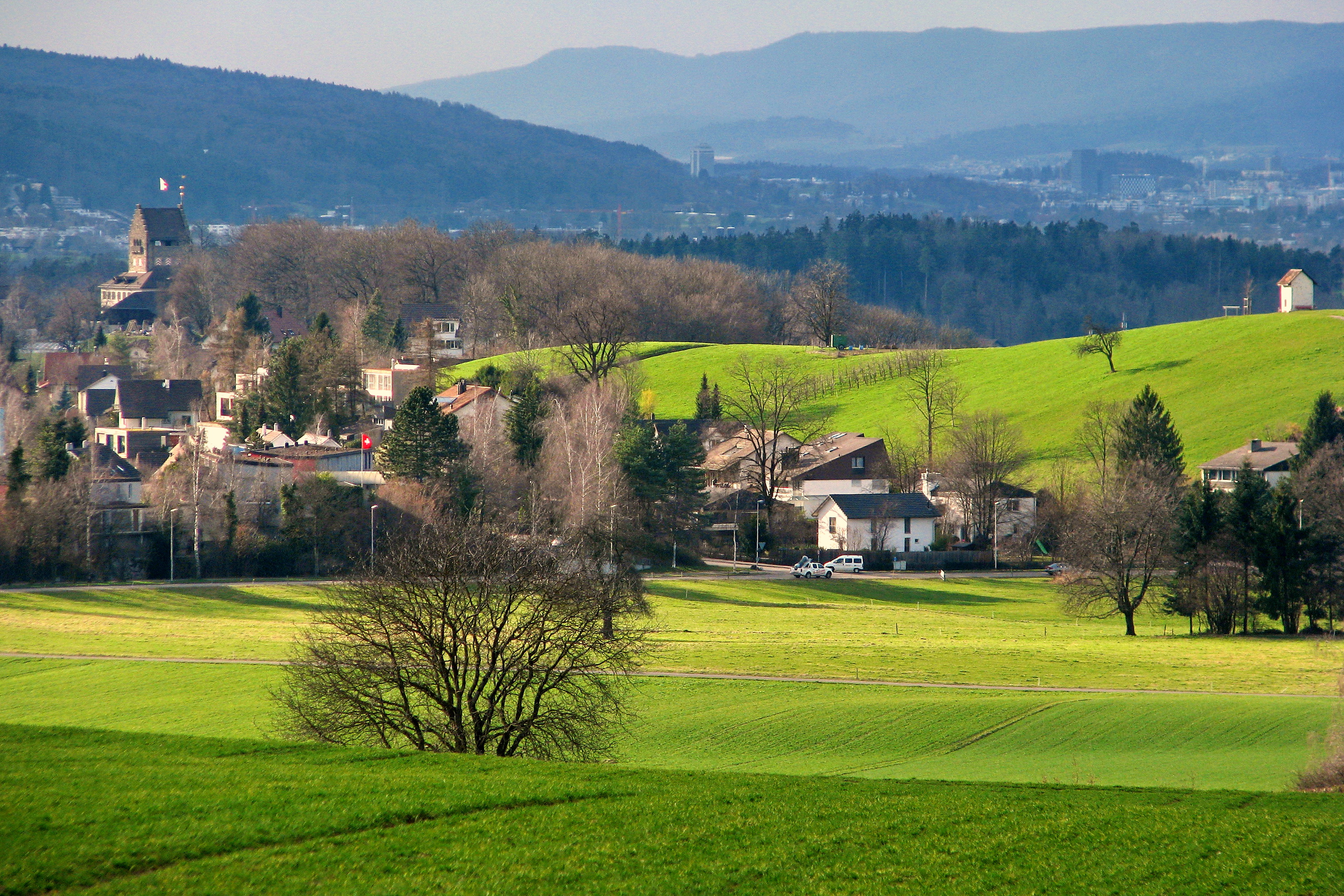
우스터-노시콘에서 본 글라탈 계곡 상류 (2010년 3월)

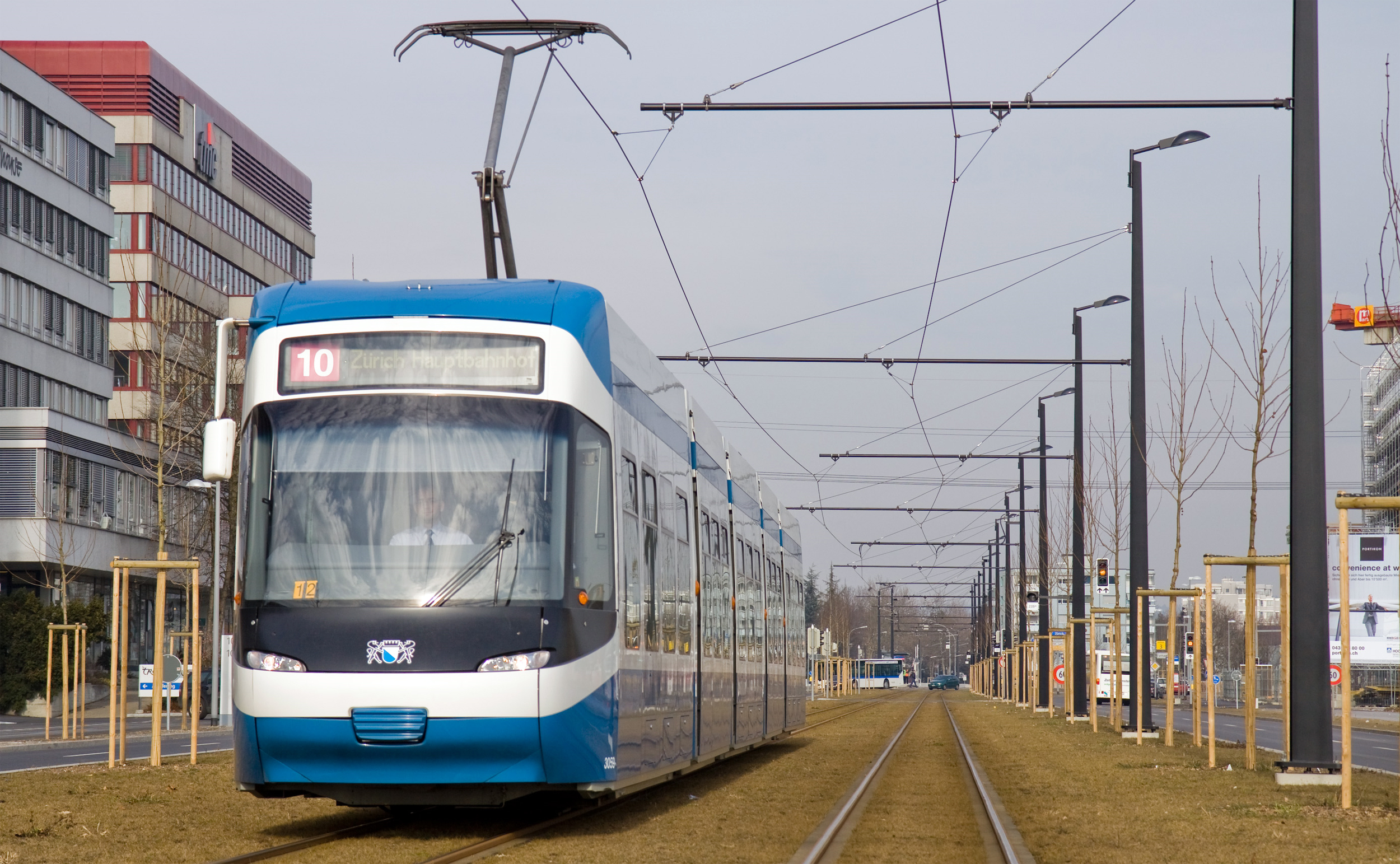
옵피콘 근처 슈타트반 글라탈의 취리히 트램 노선 10호선

글라트 계곡(독일어: Glattal 글라탈[*])은 스위스 취리히주의 지역이자, 강 계곡이다.

## 지리
글라트는 취리히주의 취리히 운터란트 지역에 있는 라인강 지류이다. 길이는 38.5km이며 그라이펜제에서 강 계곡을 통해 흘러 라인스펠덴에 의해 라인강으로 흘러 들어간다.
글라트 계곡 지방은 우스터, 딜스도르프 및 뷜라흐, 바서스도르프, 뷜라흐, 디에티콘, 뒤벤도르프, 펠란덴, 글라트펠덴, 회리, 클로텐, 오버글라트, 옵피콘, - 글라트버의 교외 도시 및 지자체로 구성된다. 발리젠렌 및 방엔-브뤼티젤렌. 또한, 아폴테른, 욀리콘 및 제바흐 각각 히르첸바흐, 자아틀렌 및 슈바멘딩엔 미테 구역으로 구성된 취리히시의 구역 11 및 12(소위 취리히-노르드)는 지리적으로 글라탈에 있다.

## 경제
기반 시설, 성장하는 경제 및 매력적인 주거 지역을 포함한 우수한 위치 덕분에 글라탈은 인구 밀도가 높다. 밀라노와 뮌헨 사이에 가장 중요한 공항을 가지고 있는 것은 거주자의 매력과 소음을 모두 증가시킨다. 지난 10년 동안 대부분 주거 공간을 위한 가장 큰 글라탈 건물 프로젝트 중 하나는 글라트 공원이다. 취리히 욀리콘, 제바흐 및 아폴테른에서 도시 주거 지역 노이-욀리콘이 건설되었다. 지방 자치 단체에서 운영하는 공동체 빛 글라탈(society glow Glattal)은 지역의 네트워킹과 공동 프로젝트를 강화하기 위한 것이다.

## 교통
글라트 계곡은 뛰어난 교통망을 갖추고 있다: 클로텐의 취리히 공항, 스위스 연방 철도(인터레기오 및 인터시티) 노선은 취리히 욀리콘 및 취리히 공항역과 스위스에서 가장 자주 방문하는 15개 기차역 중 하나이며, 통근 철도 노선 S2에 추가로 연결된다. S3, S5, S6, S7, S8, S9, S14, S15 및 S16. 슈타트반 글라탈의 트램 노선취리히 시의 트램웨이 시스템과 통합된 고속 교통 시스템이다. 교통 회사 취리히 (VBZ)와 교통회사 글라탈 (VBG)은 추가 버스 서비스를 제공한다.